# Playoffs NBA 2011
Navigation
Playoffs 2010 Playoffs 2012
Les playoffs NBA 2011 sont les séries éliminatoires (en anglais, playoffs) de la saison NBA 2010-2011. Ils commencent le 16 avril 2011 et se terminent le 12 juin avec les finales NBA, remportées par les Mavericks de Dallas face au Heat de Miami.

## Règlement
Dans chacune des deux conférences (Est et Ouest), les trois équipes vainqueurs de division et les cinq meilleures équipes restantes de chaque conférence se qualifient pour les playoffs. Les 8 équipes qualifiées de chaque conférence sont classées de 1 à 8 selon leur nombre de victoires, sachant que chaque équipe championne de division est au pire classée 4e.
Les critères de départage des équipes sont :
1. équipe championne de division par rapport à une équipe non championne de division
2. face-à-face
3. bilan de division (si les équipes sont dans la même division)
4. bilan de conférence
5. bilan face aux équipes qualifiées en playoffs situées dans la même conférence
6. bilan face aux équipes qualifiées en playoffs situées dans l'autre conférence
7. différence générale de points.

Au premier tour, l'équipe classée numéro 1 affronte l'équipe classée numéro 8, la numéro 2 la 7, la 3 la 6 et la 4 la 5.
En demi-finale de conférence, l'équipe vainqueur du match entre la numéro 1 et la numéro 8 rencontre l'équipe vainqueur du match entre la numéro 4 et la numéro 5 et l'équipe vainqueur du match entre la numéro 2 et la numéro 7 rencontre l'équipe vainqueur du match entre la numéro 3 et la numéro 6.
Les vainqueurs des demi-finales de conférence s'affrontent en finale de conférence. Les deux équipes ayant remporté la finale de leur conférence respective sont nommées championnes de conférence et se rencontrent ensuite pour une série déterminant le champion NBA.
Chaque série de playoffs se déroule au meilleur des 7 matches, la première équipe à 4 victoires passant au tour suivant. Dans chaque série, l'avantage du terrain est attribué à l'équipe ayant le plus de victoires, quel que soit son classement à l'issue de la saison régulière.
Les séries se déroulent de la manière suivante :
| Match | 3 premiers tours | Finale NBA      |
| ----- | ---------------- | --------------- |
| 1     | Meilleur bilan   | Meilleur bilan  |
| 2     | Meilleur bilan   | Meilleur bilan  |
| 3     | Moins bon bilan  | Moins bon bilan |
| 4     | Moins bon bilan  | Moins bon bilan |
| 5     | Meilleur bilan   | Moins bon bilan |
| 6     | Moins bon bilan  | Meilleur bilan  |
| 7     | Meilleur bilan   | Meilleur bilan  |

## Équipes qualifiées

### Conférence Est
| Rang | Équipe                | Bilan | Obtention         | Obtention         | Obtention                       | Obtention          |
| Rang | Équipe                | Bilan | Place en playoffs | Titre de division | Meilleur bilan de la conférence | Meilleur bilan NBA |
| ---- | --------------------- | ----- | ----------------- | ----------------- | ------------------------------- | ------------------ |
| 1    | Bulls de Chicago      | 62-20 | 9 mars            | 9 mars            | 8 avril                         | 13 avril           |
| 2    | Heat de Miami         | 58-24 | 10 mars           | 2 avril           | —                               | —                  |
| 3    | Celtics de Boston     | 56-26 | 7 mars            | 20 mars           | —                               | —                  |
| 4    | Magic d'Orlando       | 52-30 | 16 mars           | —                 | —                               | —                  |
| 5    | Hawks d'Atlanta       | 44-38 | 27 mars           | —                 | —                               | —                  |
| 6    | Knicks de New York    | 42-40 | 3 avril           | —                 | —                               | —                  |
| 7    | 76ers de Philadelphie | 41-41 | 1er avril         | —                 | —                               | —                  |
| 8    | Pacers de l'Indiana   | 37-45 | 6 avril           | —                 | —                               | —                  |

### Conférence Ouest
| Rang | Équipe                          | Bilan | Obtention         | Obtention         | Obtention                       | Obtention          |
| Rang | Équipe                          | Bilan | Place en playoffs | Titre de division | Meilleur bilan de la conférence | Meilleur bilan NBA |
| ---- | ------------------------------- | ----- | ----------------- | ----------------- | ------------------------------- | ------------------ |
| 1    | Spurs de San Antonio            | 61-21 | 9 mars            | 3 avril           | 6 avril                         | —                  |
| 2    | Lakers de Los Angeles1          | 57-25 | 20 mars           | 20 mars           | —                               | —                  |
| 3    | Mavericks de Dallas             | 57-25 | 20 mars           | —                 | —                               | —                  |
| 4    | Thunder d'Oklahoma City         | 55-27 | 27 mars           | 6 avril           | —                               | —                  |
| 5    | Nuggets de Denver               | 50-32 | 3 avril           | —                 | —                               | —                  |
| 6    | Trail Blazers de Portland       | 48-34 | 5 avril           | —                 | —                               | —                  |
| 7    | Hornets de La Nouvelle-Orléans2 | 46-36 | 6 avril           | —                 | —                               | —                  |
| 8    | Grizzlies de Memphis            | 46-36 | 8 avril           | —                 | —                               | —                  |

- Note 1 : les Lakers devancent Dallas à la différence particulière (2 victoires à 1 lors de leurs affrontements).
- Note 2 : les Hornets devancent les Grizzlies grâce à un meilleur bilan de division (9 victoires-7 défaites contre 8 victoires-8 défaites) puisque leurs affrontements ne les départagent pas (2 victoires partout).

Note : * Un champion de division ne peut être classé au-delà de la 4e place.

## Tableau final
|  | 1er tour         | 1er tour                       | 1er tour                |   |                         | Demi-finales de Conférence | Demi-finales de Conférence | Demi-finales de Conférence |  |   | Finales de Conférence   | Finales de Conférence | Finales de Conférence |  |    | Finales NBA   | Finales NBA | Finales NBA |
|  |                  |                                |                         |   |                         |                            |                            |                            |  |   |                         |                       |                       |  |    |               |             |             |
|  | 1                | Bulls de Chicago               | 4                       |   |                         |                            |                            |                            |  |   |                         |                       |                       |  |    |               |             |             |
|  | 8                | Pacers de l'Indiana            | 1                       |   |                         |                            |                            |                            |  |   |                         |                       |                       |  |    |               |             |             |
|  | 8                | Pacers de l'Indiana            | 1                       |   | 1                       | Bulls de Chicago           | 4                          |                            |  |   |                         |                       |                       |  |    |               |             |             |
|  |                  |                                |                         |   | 1                       | Bulls de Chicago           | 4                          |                            |  |   |                         |                       |                       |  |    |               |             |             |
|  |                  | 5                              | Hawks d'Atlanta         | 2 |                         |                            |                            |                            |  |   |                         |                       |                       |  |    |               |             |             |
|  | 4                | 5                              | Hawks d'Atlanta         | 2 | Magic d'Orlando         | 2                          |                            |                            |  |   |                         |                       |                       |  |    |               |             |             |
|  | 4                |                                |                         |   | Magic d'Orlando         | 2                          |                            |                            |  |   |                         |                       |                       |  |    |               |             |             |
|  | 5                | Hawks d'Atlanta                | 4                       |   |                         |                            |                            |                            |  |   |                         |                       |                       |  |    |               |             |             |
|  | 5                | Hawks d'Atlanta                | 4                       |   |                         |                            |                            |                            |  | 1 | Bulls de Chicago        | 1                     |                       |  |    |               |             |             |
|  | Conférence Est   |                                |                         |   |                         |                            |                            |                            |  | 1 | Bulls de Chicago        | 1                     |                       |  |    |               |             |             |
|  |                  | 2                              | Heat de Miami           | 4 |                         |                            |                            |                            |  |   |                         |                       |                       |  |    |               |             |             |
|  | 3                | 2                              | Heat de Miami           | 4 | Celtics de Boston       | 4                          |                            |                            |  |   |                         |                       |                       |  |    |               |             |             |
|  | 3                |                                |                         |   | Celtics de Boston       | 4                          |                            |                            |  |   |                         |                       |                       |  |    |               |             |             |
|  | 6                | Knicks de New York             | 0                       |   |                         |                            |                            |                            |  |   |                         |                       |                       |  |    |               |             |             |
|  | 6                | Knicks de New York             | 0                       |   | 3                       | Celtics de Boston          | 1                          |                            |  |   |                         |                       |                       |  |    |               |             |             |
|  |                  |                                |                         |   | 3                       | Celtics de Boston          | 1                          |                            |  |   |                         |                       |                       |  |    |               |             |             |
|  |                  | 2                              | Heat de Miami           | 4 |                         |                            |                            |                            |  |   |                         |                       |                       |  |    |               |             |             |
|  | 2                | 2                              | Heat de Miami           | 4 | Heat de Miami           | 4                          |                            |                            |  |   |                         |                       |                       |  |    |               |             |             |
|  | 2                |                                |                         |   | Heat de Miami           | 4                          |                            |                            |  |   |                         |                       |                       |  |    |               |             |             |
|  | 7                | 76ers de Philadelphie          | 1                       |   |                         |                            |                            |                            |  |   |                         |                       |                       |  |    |               |             |             |
|  | 7                | 76ers de Philadelphie          | 1                       |   |                         |                            |                            |                            |  |   |                         |                       |                       |  | E2 | Heat de Miami | 2           |             |
|  |                  |                                |                         |   |                         |                            |                            |                            |  |   |                         |                       |                       |  | E2 | Heat de Miami | 2           |             |
|  |                  | W3                             | Mavericks de Dallas     | 4 |                         |                            |                            |                            |  |   |                         |                       |                       |  |    |               |             |             |
|  | 1                | W3                             | Mavericks de Dallas     | 4 | Spurs de San Antonio    | 2                          |                            |                            |  |   |                         |                       |                       |  |    |               |             |             |
|  | 1                |                                |                         |   | Spurs de San Antonio    | 2                          |                            |                            |  |   |                         |                       |                       |  |    |               |             |             |
|  | 8                | Grizzlies de Memphis           | 4                       |   |                         |                            |                            |                            |  |   |                         |                       |                       |  |    |               |             |             |
|  | 8                | Grizzlies de Memphis           | 4                       |   | 8                       | Grizzlies de Memphis       | 3                          |                            |  |   |                         |                       |                       |  |    |               |             |             |
|  |                  |                                |                         |   | 8                       | Grizzlies de Memphis       | 3                          |                            |  |   |                         |                       |                       |  |    |               |             |             |
|  |                  | 4                              | Thunder d'Oklahoma City | 4 |                         |                            |                            |                            |  |   |                         |                       |                       |  |    |               |             |             |
|  | 4                | 4                              | Thunder d'Oklahoma City | 4 | Thunder d'Oklahoma City | 4                          |                            |                            |  |   |                         |                       |                       |  |    |               |             |             |
|  | 4                |                                |                         |   | Thunder d'Oklahoma City | 4                          |                            |                            |  |   |                         |                       |                       |  |    |               |             |             |
|  | 5                | Nuggets de Denver              | 1                       |   |                         |                            |                            |                            |  |   |                         |                       |                       |  |    |               |             |             |
|  | 5                | Nuggets de Denver              | 1                       |   |                         |                            |                            |                            |  | 4 | Thunder d'Oklahoma City | 1                     |                       |  |    |               |             |             |
|  | Conférence Ouest |                                |                         |   |                         |                            |                            |                            |  | 4 | Thunder d'Oklahoma City | 1                     |                       |  |    |               |             |             |
|  |                  | 3                              | Mavericks de Dallas     | 4 |                         |                            |                            |                            |  |   |                         |                       |                       |  |    |               |             |             |
|  | 3                | 3                              | Mavericks de Dallas     | 4 | Mavericks de Dallas     | 4                          |                            |                            |  |   |                         |                       |                       |  |    |               |             |             |
|  | 3                |                                |                         |   | Mavericks de Dallas     | 4                          |                            |                            |  |   |                         |                       |                       |  |    |               |             |             |
|  | 6                | Trail Blazers de Portland      | 2                       |   |                         |                            |                            |                            |  |   |                         |                       |                       |  |    |               |             |             |
|  | 6                | Trail Blazers de Portland      | 2                       |   | 3                       | Mavericks de Dallas        | 4                          |                            |  |   |                         |                       |                       |  |    |               |             |             |
|  |                  |                                |                         |   | 3                       | Mavericks de Dallas        | 4                          |                            |  |   |                         |                       |                       |  |    |               |             |             |
|  |                  | 2                              | Lakers de Los Angeles   | 0 |                         |                            |                            |                            |  |   |                         |                       |                       |  |    |               |             |             |
|  | 2                | 2                              | Lakers de Los Angeles   | 0 | Lakers de Los Angeles   | 4                          |                            |                            |  |   |                         |                       |                       |  |    |               |             |             |
|  | 2                |                                |                         |   | Lakers de Los Angeles   | 4                          |                            |                            |  |   |                         |                       |                       |  |    |               |             |             |
|  | 7                | Hornets de la Nouvelle-Orléans | 2                       |   |                         |                            |                            |                            |  |   |                         |                       |                       |  |    |               |             |             |

## Résultats détaillés
Tous les horaires indiqués sont au fuseau horaire UTC-4, l'heure d'été de la côte Est des États-Unis (en anglais, Eastern Daylight Time). Pour convertir en heure française, il suffit d'ajouter 6 heures.

### Conférence Est

#### Salles
Salles des huit participants.

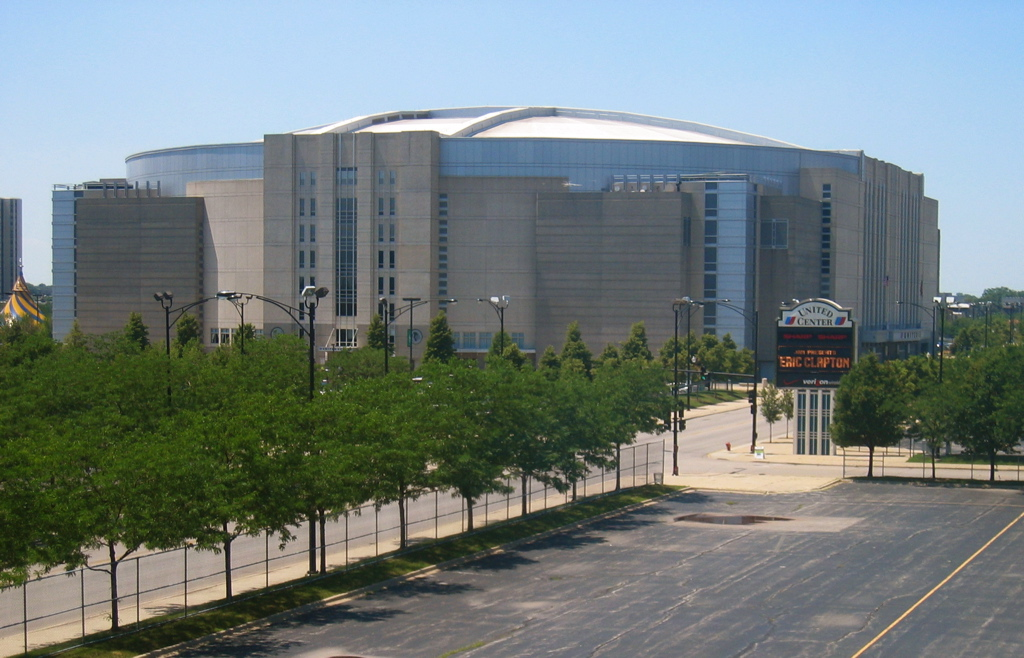
United Center, Chicago
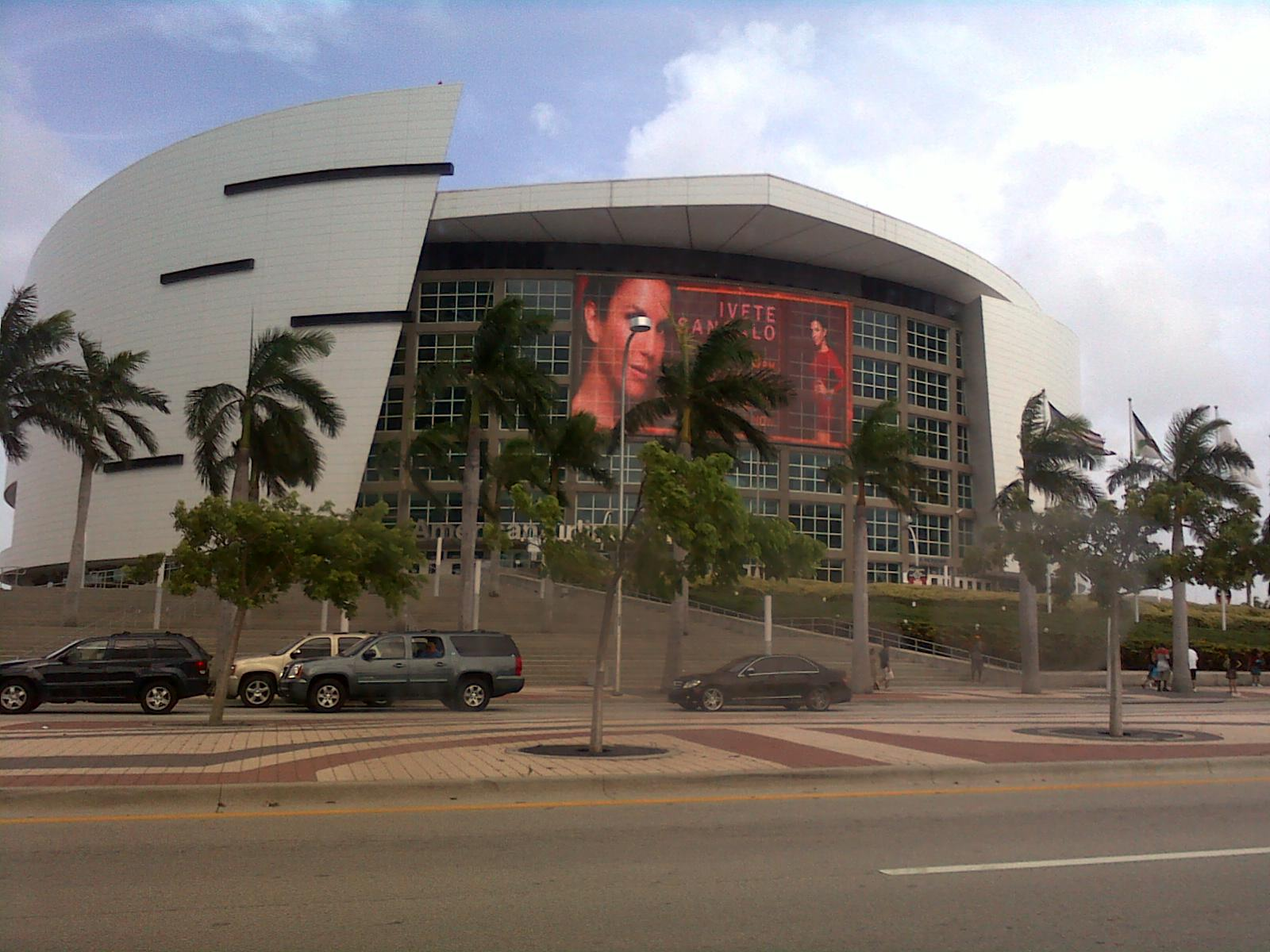
American Airlines Arena, Miami
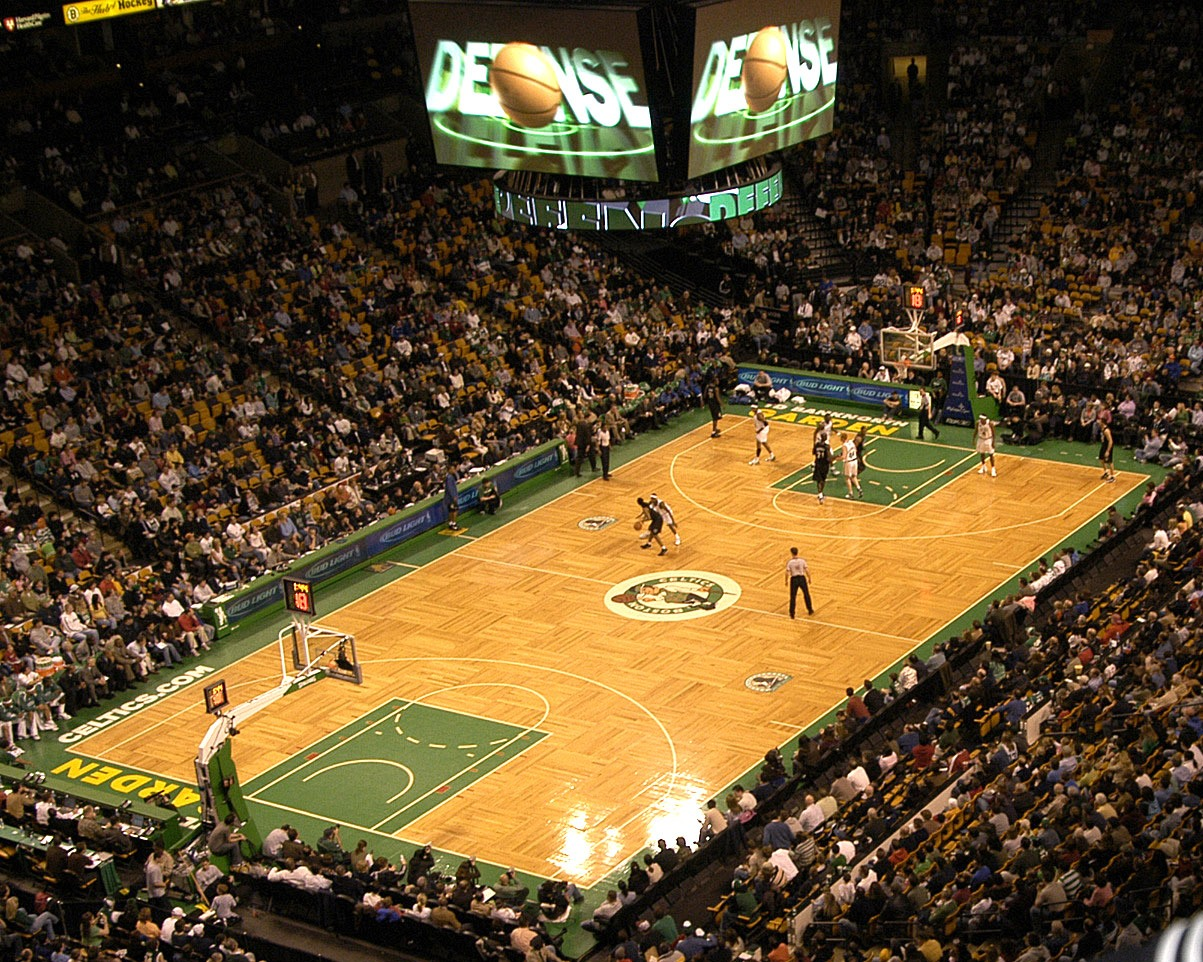
TD Garden, Boston
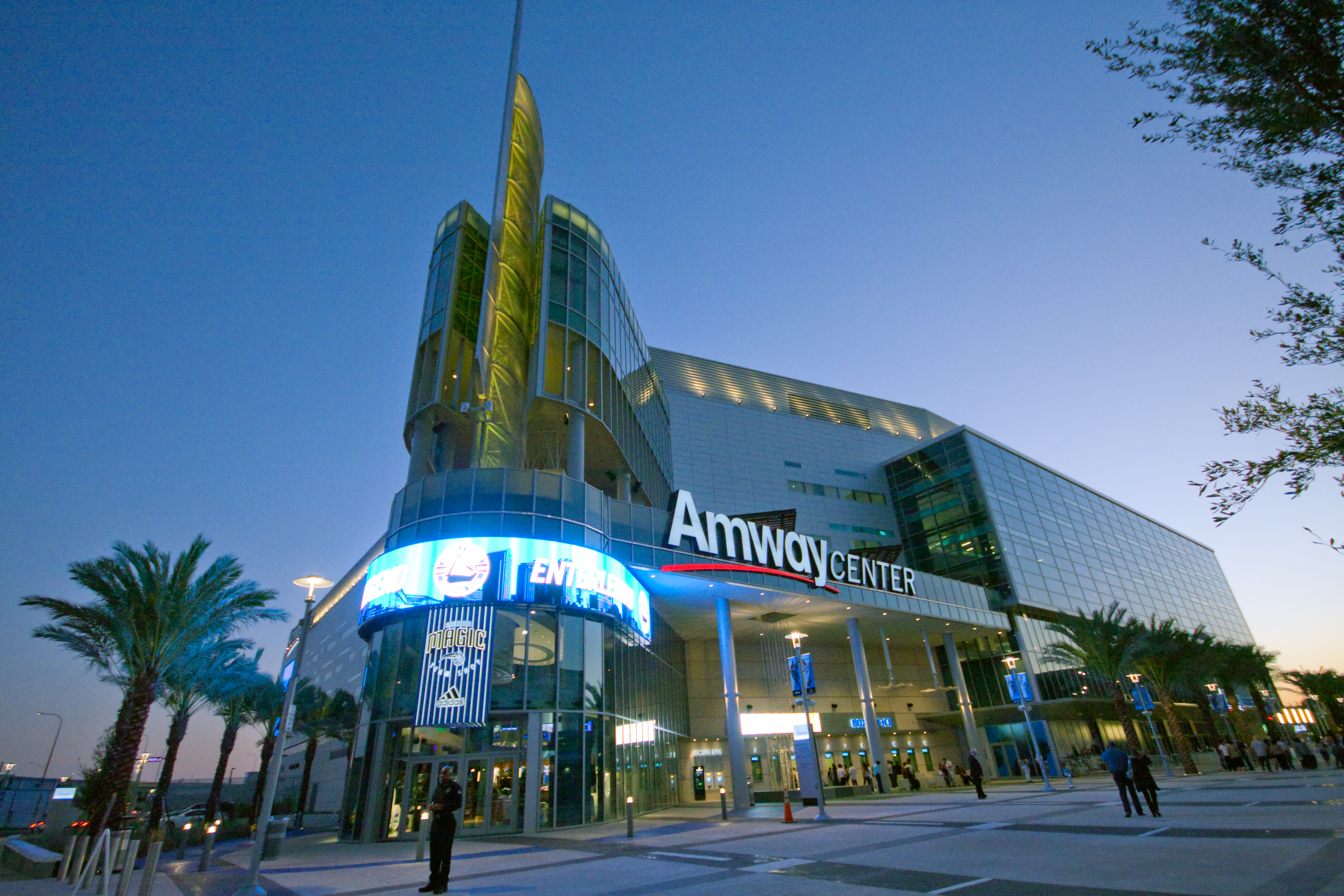
Amway Center, Orlando
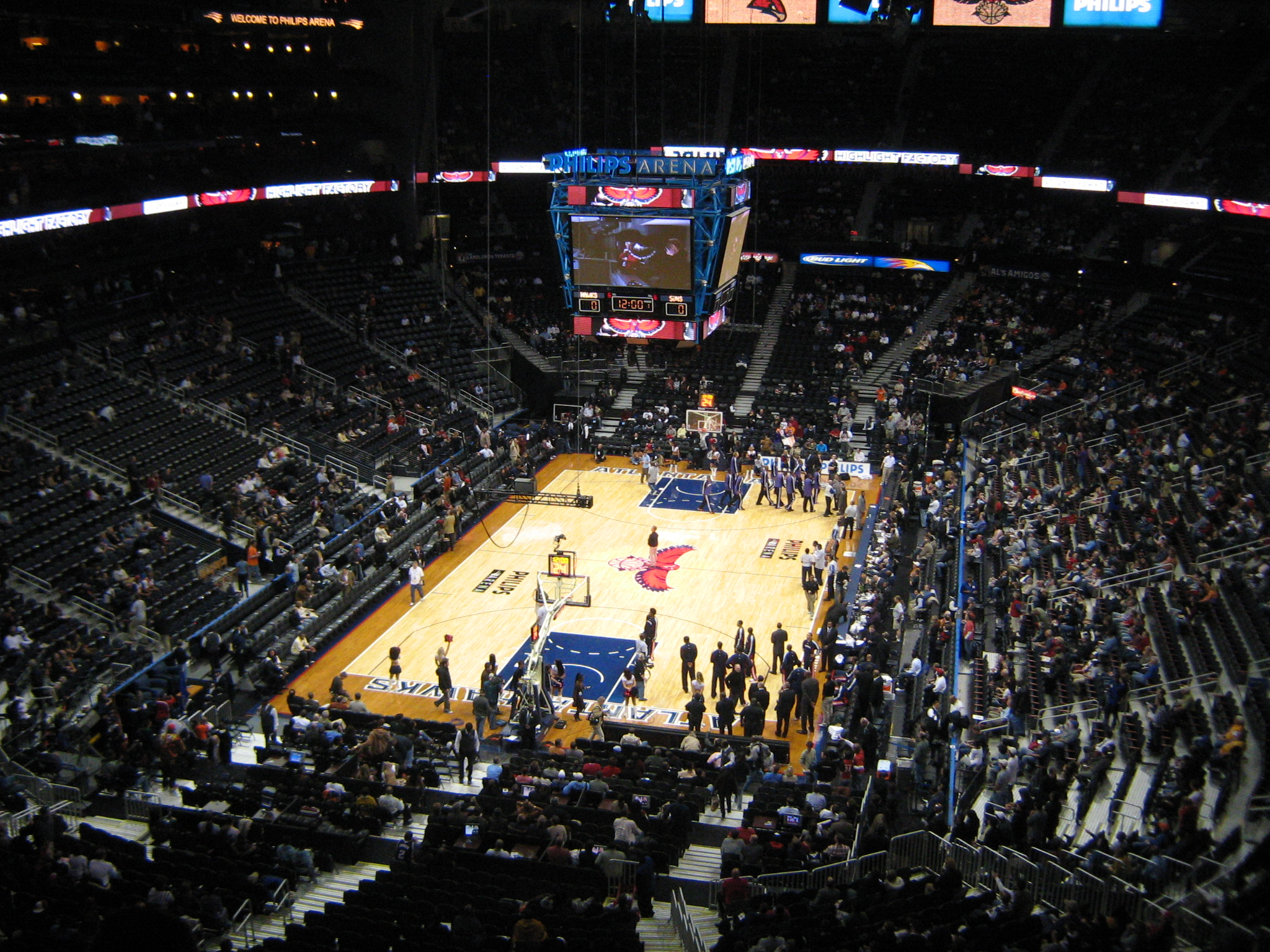
Philips Arena, Atlanta
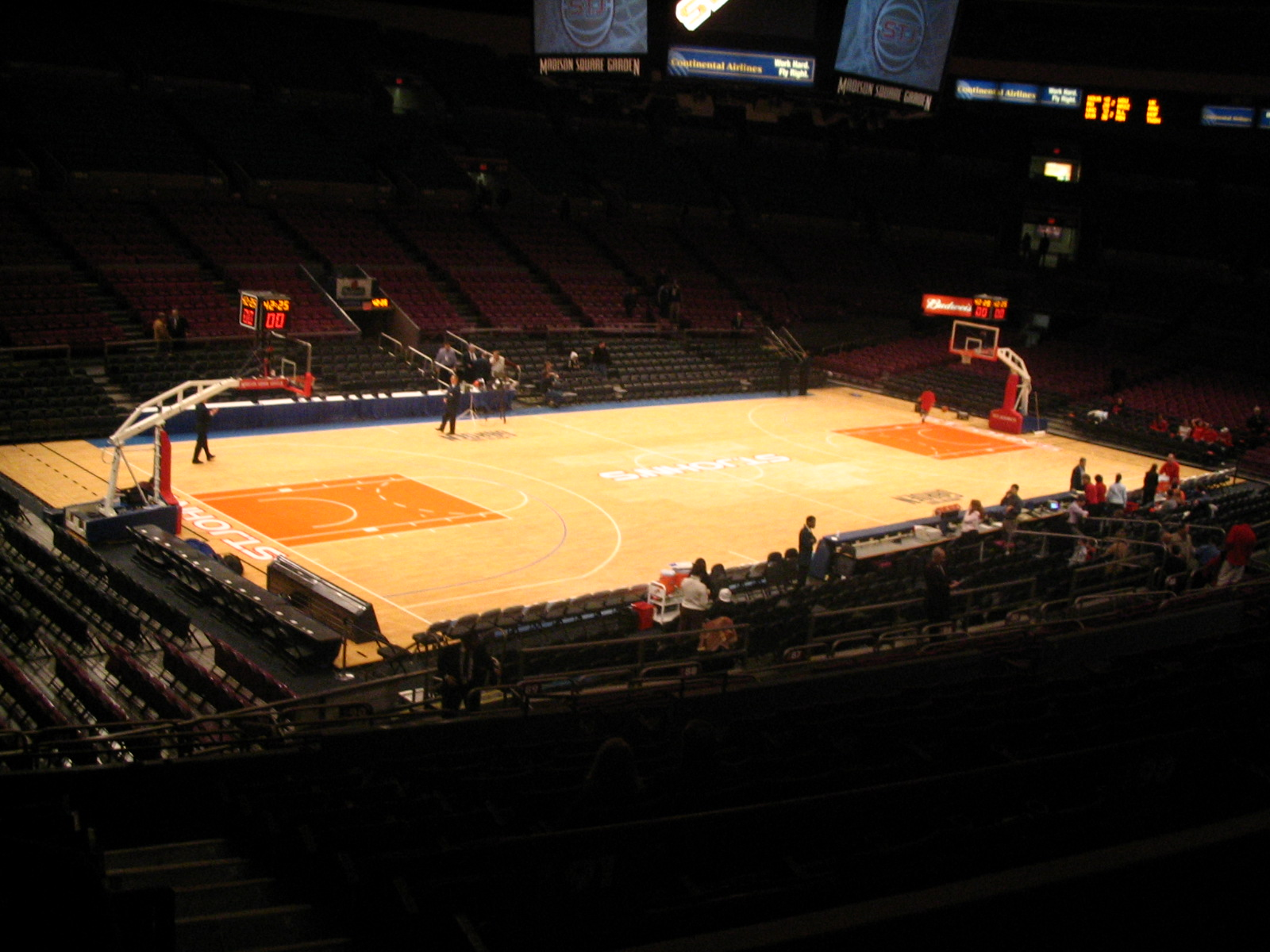
Madison Square Garden, New York
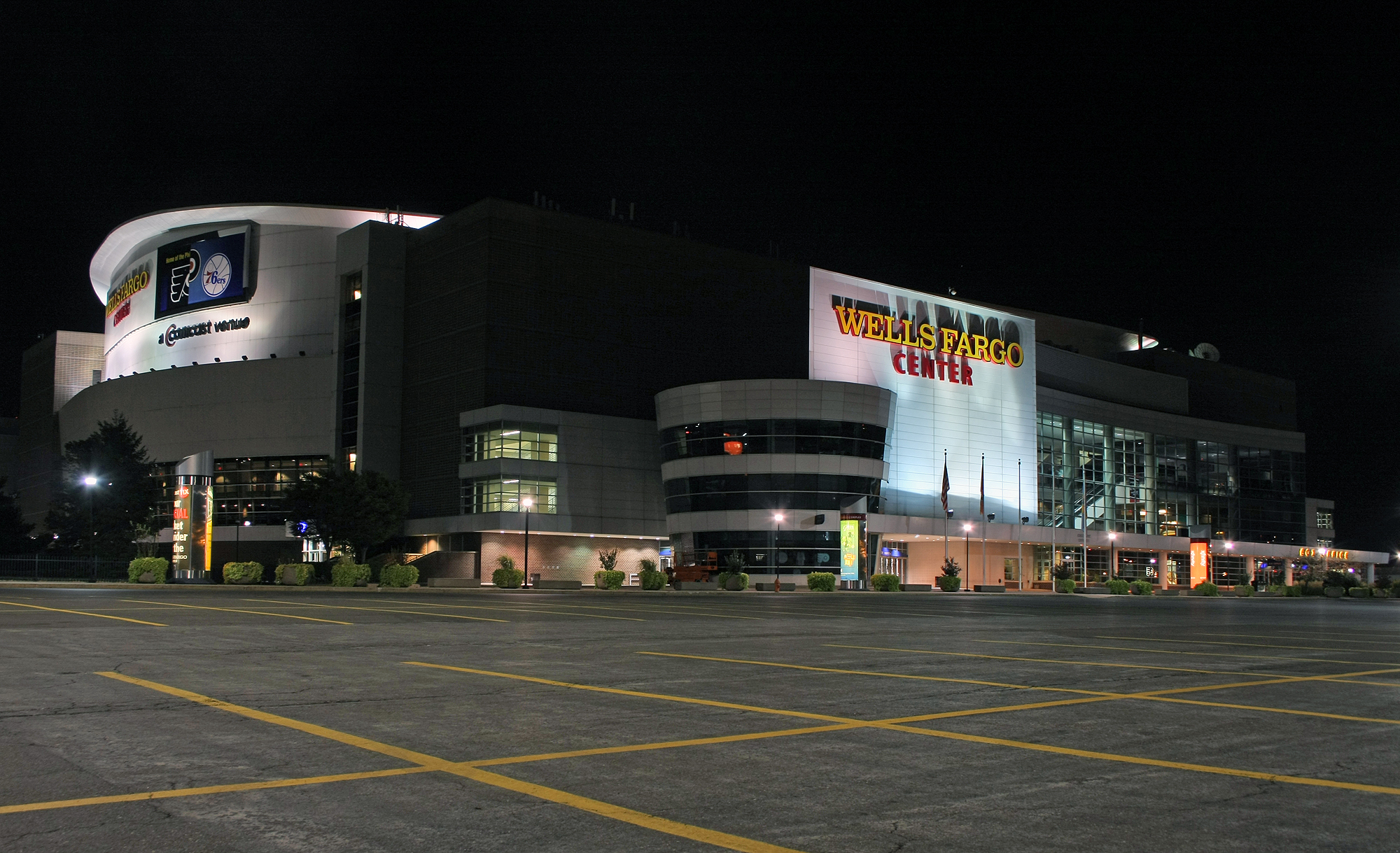
Wells Fargo Center, Philadelphie
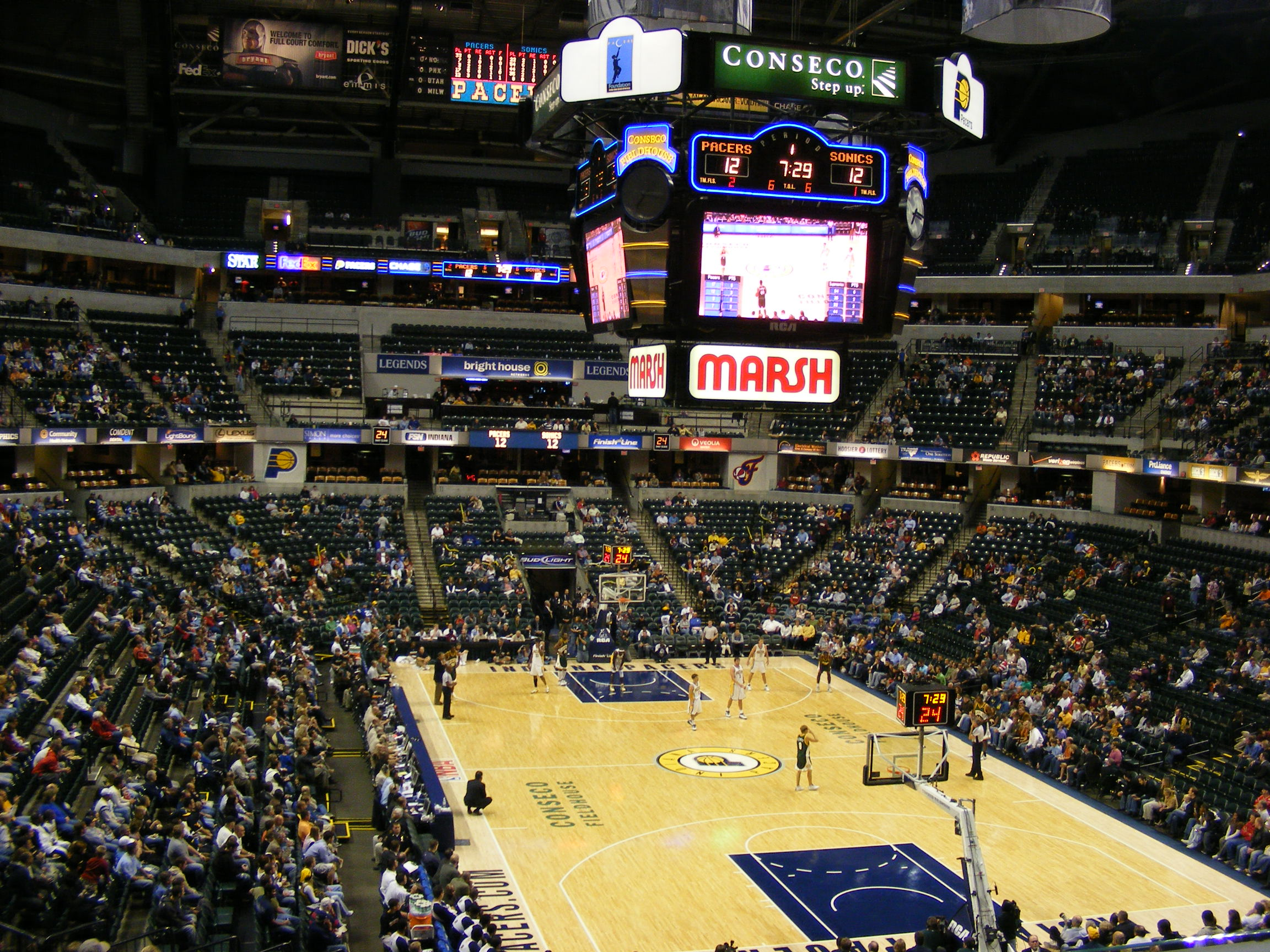
Bankers Life Fieldhouse, Indianapolis

#### Premier tour

##### (1)Bulls de Chicagovs.Pacers de l'Indiana(8)
| 16 avril 2011 13.00 EDT | (fr) Rapport (en) Boxscore | Pacers de l'Indiana 99, Bulls de Chicago 104       | Pacers de l'Indiana 99, Bulls de Chicago 104 | Pacers de l'Indiana 99, Bulls de Chicago 104  |  | United Center, Chicago Affluence : 22 986 Arbitres : : no 17 Joe Crawford, no 12 Violet Palmer, no 15 Bennett Salvatore | ESPN |
| 16 avril 2011 13.00 EDT | (fr) Rapport (en) Boxscore | Score par quart-temps : 27-23, 28-28, 24-20, 20-33 |                                              |                                               |  | United Center, Chicago Affluence : 22 986 Arbitres : : no 17 Joe Crawford, no 12 Violet Palmer, no 15 Bennett Salvatore | ESPN |
| 16 avril 2011 13.00 EDT | (fr) Rapport (en) Boxscore | Score par mi-temps : 55-51, 44-53                  |                                              |                                               |  | United Center, Chicago Affluence : 22 986 Arbitres : : no 17 Joe Crawford, no 12 Violet Palmer, no 15 Bennett Salvatore | ESPN |
| 16 avril 2011 13.00 EDT | (fr) Rapport (en) Boxscore | Danny Granger 24 Roy Hibbert 8 Darren Collison 9   | Points Rebonds Passes d.                     | Derrick Rose 39 Joakim Noah 11 Derrick Rose 6 |  | United Center, Chicago Affluence : 22 986 Arbitres : : no 17 Joe Crawford, no 12 Violet Palmer, no 15 Bennett Salvatore | ESPN |

| 18 avril 2011 21.30 EDT | (fr) Rapport (en) Boxscore | Pacers de l'Indiana 90, Bulls de Chicago 96                      | Pacers de l'Indiana 90, Bulls de Chicago 96 | Pacers de l'Indiana 90, Bulls de Chicago 96     |  | United Center, Chicago Affluence : 22 480 Arbitres : : no 8 Marc Davis, no 26 Bob Delaney, no 71 Rodney Mott | TNT |
| 18 avril 2011 21.30 EDT | (fr) Rapport (en) Boxscore | Score par quart-temps : 18-17, 29-27, 20-23, 23-29               |                                             |                                                 |  | United Center, Chicago Affluence : 22 480 Arbitres : : no 8 Marc Davis, no 26 Bob Delaney, no 71 Rodney Mott | TNT |
| 18 avril 2011 21.30 EDT | (fr) Rapport (en) Boxscore | Score par mi-temps : 47-44, 43-52                                |                                             |                                                 |  | United Center, Chicago Affluence : 22 480 Arbitres : : no 8 Marc Davis, no 26 Bob Delaney, no 71 Rodney Mott | TNT |
| 18 avril 2011 21.30 EDT | (fr) Rapport (en) Boxscore | Danny Granger 19 Hansbrough et McRoberts 6 Dunleavy et Granger 4 | Points Rebonds Passes d.                    | Derrick Rose 36 Carlos Boozer 16 Derrick Rose 6 |  | United Center, Chicago Affluence : 22 480 Arbitres : : no 8 Marc Davis, no 26 Bob Delaney, no 71 Rodney Mott | TNT |

| 21 avril 2011 19.00 EDT | (fr) Rapport (en) Boxscore | Bulls de Chicago 88, Pacers de l'Indiana 84        | Bulls de Chicago 88, Pacers de l'Indiana 84 | Bulls de Chicago 88, Pacers de l'Indiana 84                             |  | Conseco Fieldhouse, Indianapolis Affluence : 18 165 Arbitres : : no 24 Mike Callahan, no 30 John Goble, no 41 Ken Mauer | NBA TV |
| 21 avril 2011 19.00 EDT | (fr) Rapport (en) Boxscore | Score par quart-temps : 21-17, 21-25, 23-22, 23-20 |                                             |                                                                         |  | Conseco Fieldhouse, Indianapolis Affluence : 18 165 Arbitres : : no 24 Mike Callahan, no 30 John Goble, no 41 Ken Mauer | NBA TV |
| 21 avril 2011 19.00 EDT | (fr) Rapport (en) Boxscore | Score par mi-temps : 42-42, 46-42                  |                                             |                                                                         |  | Conseco Fieldhouse, Indianapolis Affluence : 18 165 Arbitres : : no 24 Mike Callahan, no 30 John Goble, no 41 Ken Mauer | NBA TV |
| 21 avril 2011 19.00 EDT | (fr) Rapport (en) Boxscore | Derrick Rose 23 Carlos Boozer 11 Luol Deng 6       | Points Rebonds Passes d.                    | Danny Granger 21 Paul George 12 Collison, Dunleavy, George et Granger 2 |  | Conseco Fieldhouse, Indianapolis Affluence : 18 165 Arbitres : : no 24 Mike Callahan, no 30 John Goble, no 41 Ken Mauer | NBA TV |

| 23 avril 2011 14.30 EDT | (fr) Rapport (en) Boxscore | Bulls de Chicago 84, Pacers de l'Indiana 89        | Bulls de Chicago 84, Pacers de l'Indiana 89 | Bulls de Chicago 84, Pacers de l'Indiana 89            |  | Conseco Fieldhouse, Indianapolis Affluence : 18 165 Arbitres : : no 48 Scott Foster, no #36 David Jones, no 38 Michael Smith | TNT |
| 23 avril 2011 14.30 EDT | (fr) Rapport (en) Boxscore | Score par quart-temps : 19-23, 14-26, 23-18, 28-22 |                                             |                                                        |  | Conseco Fieldhouse, Indianapolis Affluence : 18 165 Arbitres : : no 48 Scott Foster, no #36 David Jones, no 38 Michael Smith | TNT |
| 23 avril 2011 14.30 EDT | (fr) Rapport (en) Boxscore | Score par mi-temps : 33-49, 51-40                  |                                             |                                                        |  | Conseco Fieldhouse, Indianapolis Affluence : 18 165 Arbitres : : no 48 Scott Foster, no #36 David Jones, no 38 Michael Smith | TNT |
| 23 avril 2011 14.30 EDT | (fr) Rapport (en) Boxscore | Joakim Noah 21 Joakim Noah 14 Derrick Rose 10      | Points Rebonds Passes d.                    | Danny Granger 24 Granger et Hibbert 10 Danny Granger 4 |  | Conseco Fieldhouse, Indianapolis Affluence : 18 165 Arbitres : : no 48 Scott Foster, no #36 David Jones, no 38 Michael Smith | TNT |

| 26 avril 2011 20.00 EDT | (fr) Rapport (en) Boxscore | Pacers de l'Indiana 89, Bulls de Chicago 116           | Pacers de l'Indiana 89, Bulls de Chicago 116 | Pacers de l'Indiana 89, Bulls de Chicago 116   |  | United Center, Chicago Affluence : 22 822 Arbitres : : no 43 Dan Crawford, no 33 Zach Zarba, no 55 Bill Kennedy | TNT |
| 26 avril 2011 20.00 EDT | (fr) Rapport (en) Boxscore | Score par quart-temps : 25-36, 21-18, 19-30, 24-32     |                                              |                                                |  | United Center, Chicago Affluence : 22 822 Arbitres : : no 43 Dan Crawford, no 33 Zach Zarba, no 55 Bill Kennedy | TNT |
| 26 avril 2011 20.00 EDT | (fr) Rapport (en) Boxscore | Score par mi-temps : 46-54, 43-62                      |                                              |                                                |  | United Center, Chicago Affluence : 22 822 Arbitres : : no 43 Dan Crawford, no 33 Zach Zarba, no 55 Bill Kennedy | TNT |
| 26 avril 2011 20.00 EDT | (fr) Rapport (en) Boxscore | Danny Granger 20 Tyler Hansbrough 11 Darren Collison 5 | Points Rebonds Passes d.                     | Derrick Rose 25 Joakim Noah 8 Deng et Watson 7 |  | United Center, Chicago Affluence : 22 822 Arbitres : : no 43 Dan Crawford, no 33 Zach Zarba, no 55 Bill Kennedy | TNT |
| 26 avril 2011 20.00 EDT | (fr) Rapport (en) Boxscore | Chicago remporte la série 4 à 1.                       |                                              |                                                |  | United Center, Chicago Affluence : 22 822 Arbitres : : no 43 Dan Crawford, no 33 Zach Zarba, no 55 Bill Kennedy | TNT |

Matchs de saison régulière
Chicago gagne la série 3 à 1.
| 13 décembre 2010 | Rapport | Pacers de l'Indiana 73, Bulls de Chicago 92 | Pacers de l'Indiana 73, Bulls de Chicago 92 | Pacers de l'Indiana 73, Bulls de Chicago 92 |  | United Center, Chicago |

| 14 janvier 2011 | Rapport | Bulls de Chicago 99, Pacers de l'Indiana 86 | Bulls de Chicago 99, Pacers de l'Indiana 86 | Bulls de Chicago 99, Pacers de l'Indiana 86 |  | Conseco Fieldhouse, Indianapolis |

| 29 janvier 2011 | Rapport | Pacers de l'Indiana 89, Bulls de Chicago 110 | Pacers de l'Indiana 89, Bulls de Chicago 110 | Pacers de l'Indiana 89, Bulls de Chicago 110 |  | United Center, Chicago |

| 18 mars 2011 | Rapport | Bulls de Chicago 108, Pacers de l'Indiana 115 | Bulls de Chicago 108, Pacers de l'Indiana 115 | Bulls de Chicago 108, Pacers de l'Indiana 115 |  | Conseco Fieldhouse, Indianapolis |

C'est la seconde confrontation en Playoffs entre ces deux équipes et Chicago a remporté la première confrontation.
Dernière rencontre en playoffsFinale conférence Est 1998 (Chicago gagne 4-3).

##### (2)Heat de Miamivs.76ers de Philadelphie(7)
| 16 avril 2011 15.30 EDT | (fr) Rapport (en) Boxscore | 76ers de Philadelphie 89, Heat de Miami 97           | 76ers de Philadelphie 89, Heat de Miami 97 | 76ers de Philadelphie 89, Heat de Miami 97    |  | American Airlines Arena, Miami Affluence : 19 600 Arbitres : : no 26 Bob Delaney, no 22 Bill Spooner, no 65 Sean Wright | ABC |
| 16 avril 2011 15.30 EDT | (fr) Rapport (en) Boxscore | Score par quart-temps : 31-19, 18-35, 20-26, 20-17   |                                            |                                               |  | American Airlines Arena, Miami Affluence : 19 600 Arbitres : : no 26 Bob Delaney, no 22 Bill Spooner, no 65 Sean Wright | ABC |
| 16 avril 2011 15.30 EDT | (fr) Rapport (en) Boxscore | Score par mi-temps : 49-54, 40-43                    |                                            |                                               |  | American Airlines Arena, Miami Affluence : 19 600 Arbitres : : no 26 Bob Delaney, no 22 Bill Spooner, no 65 Sean Wright | ABC |
| 16 avril 2011 15.30 EDT | (fr) Rapport (en) Boxscore | Thaddeus Young 20 Thaddeus Young 11 Andre Iguodala 9 | Points Rebonds Passes d.                   | Chris Bosh 29 LeBron James 14 James et Wade 5 |  | American Airlines Arena, Miami Affluence : 19 600 Arbitres : : no 26 Bob Delaney, no 22 Bill Spooner, no 65 Sean Wright | ABC |

| 18 avril 2011 19.00 EDT | (fr) Rapport (en) Boxscore | 76ers de Philadelphie 73, Heat de Miami 94             | 76ers de Philadelphie 73, Heat de Miami 94 | 76ers de Philadelphie 73, Heat de Miami 94   |  | American Airlines Arena, Miami Affluence : 20 204 Arbitres : : no 48 Scott Foster, no 6 Tony Brown, no 10 Ron Garretson | TNT |
| 18 avril 2011 19.00 EDT | (fr) Rapport (en) Boxscore | Score par quart-temps : 13-19, 18-30, 21-26, 21-19     |                                            |                                              |  | American Airlines Arena, Miami Affluence : 20 204 Arbitres : : no 48 Scott Foster, no 6 Tony Brown, no 10 Ron Garretson | TNT |
| 18 avril 2011 19.00 EDT | (fr) Rapport (en) Boxscore | Score par mi-temps : 31-49, 42-45                      |                                            |                                              |  | American Airlines Arena, Miami Affluence : 20 204 Arbitres : : no 48 Scott Foster, no 6 Tony Brown, no 10 Ron Garretson | TNT |
| 18 avril 2011 19.00 EDT | (fr) Rapport (en) Boxscore | Thaddeus Young 18 Brand et Iguodala 7 Andre Iguodala 7 | Points Rebonds Passes d.                   | LeBron James 29 Chris Bosh 11 LeBron James 6 |  | American Airlines Arena, Miami Affluence : 20 204 Arbitres : : no 48 Scott Foster, no 6 Tony Brown, no 10 Ron Garretson | TNT |

| 21 avril 2011 20.00 EDT | (fr) Rapport (en) Boxscore | Heat de Miami 100, 76ers de Philadelphie 94        | Heat de Miami 100, 76ers de Philadelphie 94 | Heat de Miami 100, 76ers de Philadelphie 94     |  | Wells Fargo Center, Philadelphie Affluence : 20 404 Arbitres : : no 57 Greg Willard, no 36 David Jones, no 33 Zach Zarba | TNT |
| 21 avril 2011 20.00 EDT | (fr) Rapport (en) Boxscore | Score par quart-temps : 21-29, 29-23, 23-23, 27-19 |                                             |                                                 |  | Wells Fargo Center, Philadelphie Affluence : 20 404 Arbitres : : no 57 Greg Willard, no 36 David Jones, no 33 Zach Zarba | TNT |
| 21 avril 2011 20.00 EDT | (fr) Rapport (en) Boxscore | Score par mi-temps : 50-52, 50-42                  |                                             |                                                 |  | Wells Fargo Center, Philadelphie Affluence : 20 404 Arbitres : : no 57 Greg Willard, no 36 David Jones, no 33 Zach Zarba | TNT |
| 21 avril 2011 20.00 EDT | (fr) Rapport (en) Boxscore | Dwyane Wade 32 LeBron James 15 Dwyane Wade 8       | Points Rebonds Passes d.                    | Elton Brand 21 Elton Brand 10 Andre Iguodala 10 |  | Wells Fargo Center, Philadelphie Affluence : 20 404 Arbitres : : no 57 Greg Willard, no 36 David Jones, no 33 Zach Zarba | TNT |

| 24 avril 2011 13.00 EDT | (fr) Rapport (en) Boxscore | Heat de Miami 82, 76ers de Philadelphie 86         | Heat de Miami 82, 76ers de Philadelphie 86 | Heat de Miami 82, 76ers de Philadelphie 86          |  | Wells Fargo Center, Philadelphie Affluence : 19 048 Arbitres : : no 27 Dick Bavetta, no 17 Joe Crawford, no 16 David Guthrie | ABC |
| 24 avril 2011 13.00 EDT | (fr) Rapport (en) Boxscore | Score par quart-temps : 16-28, 31-18, 19-18, 16-22 |                                            |                                                     |  | Wells Fargo Center, Philadelphie Affluence : 19 048 Arbitres : : no 27 Dick Bavetta, no 17 Joe Crawford, no 16 David Guthrie | ABC |
| 24 avril 2011 13.00 EDT | (fr) Rapport (en) Boxscore | Score par mi-temps : 47-46, 35-40                  |                                            |                                                     |  | Wells Fargo Center, Philadelphie Affluence : 19 048 Arbitres : : no 27 Dick Bavetta, no 17 Joe Crawford, no 16 David Guthrie | ABC |
| 24 avril 2011 13.00 EDT | (fr) Rapport (en) Boxscore | LeBron James 31 Dwyane Wade 8 LeBron James 6       | Points Rebonds Passes d.                   | Turner et Williams 17 Elton Brand 11 Jrue Holiday 5 |  | Wells Fargo Center, Philadelphie Affluence : 19 048 Arbitres : : no 27 Dick Bavetta, no 17 Joe Crawford, no 16 David Guthrie | ABC |

| 27 avril 2011 19.00 EDT | (fr) Rapport (en) Boxscore | 76ers de Philadelphie 91, Heat de Miami 97                | 76ers de Philadelphie 91, Heat de Miami 97 | 76ers de Philadelphie 91, Heat de Miami 97    |  | American Airlines Arena, Miami Affluence : 19 896 Arbitres : : no 29 Steve Javie, no 25 Tony Brothers, no 15 Bennett Salvatore | TNT |
| 27 avril 2011 19.00 EDT | (fr) Rapport (en) Boxscore | Score par quart-temps : 23-27, 19-18, 25-27, 24-25        |                                            |                                               |  | American Airlines Arena, Miami Affluence : 19 896 Arbitres : : no 29 Steve Javie, no 25 Tony Brothers, no 15 Bennett Salvatore | TNT |
| 27 avril 2011 19.00 EDT | (fr) Rapport (en) Boxscore | Score par mi-temps : 42-45, 49-52                         |                                            |                                               |  | American Airlines Arena, Miami Affluence : 19 896 Arbitres : : no 29 Steve Javie, no 25 Tony Brothers, no 15 Bennett Salvatore | TNT |
| 27 avril 2011 19.00 EDT | (fr) Rapport (en) Boxscore | Brand et Iguodala 22 Iguodala et Turner 10 Jrue Holiday 8 | Points Rebonds Passes d.                   | Dwyane Wade 26 Bosh et Wade 11 LeBron James 8 |  | American Airlines Arena, Miami Affluence : 19 896 Arbitres : : no 29 Steve Javie, no 25 Tony Brothers, no 15 Bennett Salvatore | TNT |
| 27 avril 2011 19.00 EDT | (fr) Rapport (en) Boxscore | Miami remporte la série 4 à 1.                            |                                            |                                               |  | American Airlines Arena, Miami Affluence : 19 896 Arbitres : : no 29 Steve Javie, no 25 Tony Brothers, no 15 Bennett Salvatore | TNT |

Matchs de saison régulière
Miami gagne la série 3 à 0.
| 27 octobre 2010 | Rapport | Heat de Miami 97, 76ers de Philadelphie 87 | Heat de Miami 97, 76ers de Philadelphie 87 | Heat de Miami 97, 76ers de Philadelphie 87 |  | Wells Fargo Center, Philadelphie |

| 26 novembre 2010 | Rapport | 76ers de Philadelphie 90, Heat de Miami 99 | 76ers de Philadelphie 90, Heat de Miami 99 | 76ers de Philadelphie 90, Heat de Miami 99 |  | American Airlines Arena, Miami |

| 25 mars 2011 | Rapport | 76ers de Philadelphie 99, Heat de Miami 111 | 76ers de Philadelphie 99, Heat de Miami 111 | 76ers de Philadelphie 99, Heat de Miami 111 |  | American Airlines Arena, Miami |

C'est la première confrontation en Playoffs entre ces deux équipes.

##### (3)Celtics de Bostonvs.Knicks de New York(6)
| 17 avril 2011 19.00 EDT | (fr) Rapport (en) Boxscore | Knicks de New York 85, Celtics de Boston 87                    | Knicks de New York 85, Celtics de Boston 87 | Knicks de New York 85, Celtics de Boston 87 |  | TD Garden, Boston Affluence : 18 624 Arbitres : : no 13 Monty McCutchen, no 49 Tom Washington, no 23 Jason Phillips | TNT |
| 17 avril 2011 19.00 EDT | (fr) Rapport (en) Boxscore | Score par quart-temps : 23-24, 28-15, 13-20, 21-28             |                                             |                                             |  | TD Garden, Boston Affluence : 18 624 Arbitres : : no 13 Monty McCutchen, no 49 Tom Washington, no 23 Jason Phillips | TNT |
| 17 avril 2011 19.00 EDT | (fr) Rapport (en) Boxscore | Score par mi-temps : 51-39, 34-48                              |                                             |                                             |  | TD Garden, Boston Affluence : 18 624 Arbitres : : no 13 Monty McCutchen, no 49 Tom Washington, no 23 Jason Phillips | TNT |
| 17 avril 2011 19.00 EDT | (fr) Rapport (en) Boxscore | Amar'e Stoudemire 28 Amar'e Stoudemire 11 Anthony et Billups 4 | Points Rebonds Passes d.                    | Ray Allen 24 Kevin Garnett 13 Rajon Rondo 9 |  | TD Garden, Boston Affluence : 18 624 Arbitres : : no 13 Monty McCutchen, no 49 Tom Washington, no 23 Jason Phillips | TNT |

| 19 avril 2011 19.00 EDT | (fr) Rapport (en) Boxscore | Knicks de New York 93, Celtics de Boston 96             | Knicks de New York 93, Celtics de Boston 96 | Knicks de New York 93, Celtics de Boston 96   |  | TD Garden, Boston Affluence : 18 624 Arbitres : : no 17 Joe Crawford, no 15 Bennett Salvatore, no 38 Michael Smith | TNT |
| 19 avril 2011 19.00 EDT | (fr) Rapport (en) Boxscore | Score par quart-temps : 21-23, 24-21, 22-30, 26-22      |                                             |                                               |  | TD Garden, Boston Affluence : 18 624 Arbitres : : no 17 Joe Crawford, no 15 Bennett Salvatore, no 38 Michael Smith | TNT |
| 19 avril 2011 19.00 EDT | (fr) Rapport (en) Boxscore | Score par mi-temps : 45-44, 48-52                       |                                             |                                               |  | TD Garden, Boston Affluence : 18 624 Arbitres : : no 17 Joe Crawford, no 15 Bennett Salvatore, no 38 Michael Smith | TNT |
| 19 avril 2011 19.00 EDT | (fr) Rapport (en) Boxscore | Carmelo Anthony 42 Carmelo Anthony 17 Carmelo Anthony 6 | Points Rebonds Passes d.                    | Rajon Rondo 30 Kevin Garnett 10 Rajon Rondo 7 |  | TD Garden, Boston Affluence : 18 624 Arbitres : : no 17 Joe Crawford, no 15 Bennett Salvatore, no 38 Michael Smith | TNT |

| 22 avril 2011 19.00 EDT | (fr) Rapport (en) Boxscore | Celtics de Boston 113, Knicks de New York 96       | Celtics de Boston 113, Knicks de New York 96 | Celtics de Boston 113, Knicks de New York 96            |  | Madison Square Garden, New York Affluence : 19 763 Arbitres : : no 43 Dan Crawford, no 8 Marc Davis, no 59 Gary Zielinski | ESPN |
| 22 avril 2011 19.00 EDT | (fr) Rapport (en) Boxscore | Score par quart-temps : 27-20, 25-24, 34-19, 27-33 |                                              |                                                         |  | Madison Square Garden, New York Affluence : 19 763 Arbitres : : no 43 Dan Crawford, no 8 Marc Davis, no 59 Gary Zielinski | ESPN |
| 22 avril 2011 19.00 EDT | (fr) Rapport (en) Boxscore | Score par mi-temps : 52-44, 61-52                  |                                              |                                                         |  | Madison Square Garden, New York Affluence : 19 763 Arbitres : : no 43 Dan Crawford, no 8 Marc Davis, no 59 Gary Zielinski | ESPN |
| 22 avril 2011 19.00 EDT | (fr) Rapport (en) Boxscore | Paul Pierce 38 Kevin Garnett 12 Rajon Rondo 20     | Points Rebonds Passes d.                     | Shawne Williams 17 Carmelo Anthony 11 Carmelo Anthony 6 |  | Madison Square Garden, New York Affluence : 19 763 Arbitres : : no 43 Dan Crawford, no 8 Marc Davis, no 59 Gary Zielinski | ESPN |

| 24 avril 2011 15.30 EDT | (fr) Rapport (en) Boxscore | Celtics de Boston 101, Knicks de New York 89       | Celtics de Boston 101, Knicks de New York 89 | Celtics de Boston 101, Knicks de New York 89             |  | Madison Square Garden, New York Affluence : 19 763 Arbitres : : no 24 Mike Callahan, no 11 Derrick Collins, no 41 Ken Mauer | ABC |
| 24 avril 2011 15.30 EDT | (fr) Rapport (en) Boxscore | Score par quart-temps : 29-23, 26-15, 27-34, 19-17 |                                              |                                                          |  | Madison Square Garden, New York Affluence : 19 763 Arbitres : : no 24 Mike Callahan, no 11 Derrick Collins, no 41 Ken Mauer | ABC |
| 24 avril 2011 15.30 EDT | (fr) Rapport (en) Boxscore | Score par mi-temps : 55-38, 46-51                  |                                              |                                                          |  | Madison Square Garden, New York Affluence : 19 763 Arbitres : : no 24 Mike Callahan, no 11 Derrick Collins, no 41 Ken Mauer | ABC |
| 24 avril 2011 15.30 EDT | (fr) Rapport (en) Boxscore | Kevin Garnett 26 Kevin Garnett 10 Rajon Rondo 12   | Points Rebonds Passes d.                     | Carmelo Anthony 32 Amar'e Stoudemire 12 Anthony Carter 4 |  | Madison Square Garden, New York Affluence : 19 763 Arbitres : : no 24 Mike Callahan, no 11 Derrick Collins, no 41 Ken Mauer | ABC |
| 24 avril 2011 15.30 EDT | (fr) Rapport (en) Boxscore | Boston remporte la série 4 à 0.                    |                                              |                                                          |  | Madison Square Garden, New York Affluence : 19 763 Arbitres : : no 24 Mike Callahan, no 11 Derrick Collins, no 41 Ken Mauer | ABC |

Matchs de saison régulière
Boston gagne la série 4 à 0.
| 29 octobre 2010 | Rapport | Knicks de New York 101, Celtics de Boston 105 | Knicks de New York 101, Celtics de Boston 105 | Knicks de New York 101, Celtics de Boston 105 |  | TD Garden, Boston |

| 15 décembre 2010 | Rapport | Celtics de Boston 118, Knicks de New York 116 | Celtics de Boston 118, Knicks de New York 116 | Celtics de Boston 118, Knicks de New York 116 |  | Madison Square Garden, New York |

| 21 mars 2011 | Rapport | Celtics de Boston 96, Knicks de New York 86 | Celtics de Boston 96, Knicks de New York 86 | Celtics de Boston 96, Knicks de New York 86 |  | Madison Square Garden, New York |

| 13 avril 2011 | Rapport | Knicks de New York 102, Celtics de Boston 112 | Knicks de New York 102, Celtics de Boston 112 | Knicks de New York 102, Celtics de Boston 112 |  | TD Garden, Boston |

Dernière rencontre en playoffs1er tour conférence Est 1990 (New York gagne 3-2).

##### (4)Magic d'Orlandovs.Hawks d'Atlanta(5)
- Magic d'Orlando - Hawks d'Atlanta :  2 - 4

16 avril (19h00) : Atlanta @ Orlando : 103 - 93
19 avril (19h30) : Atlanta @ Orlando : 82 - 88
22 avril (20h00) : Orlando @ Atlanta : 84 - 88
24 avril (19h00) : Orlando @ Atlanta : 85 - 88
26 avril (21h30) : Atlanta @ Orlando : 76 - 101
28 avril (19h30) : Orlando @ Atlanta : 81 - 84

#### Demi-finales de Conférence
- Heat de Miami - Celtics de Boston : 4 - 1

1er mai (15h30) : Boston @ Miami : 90 - 99
3 mai (19h00) : Boston @ Miami : 91 - 102
7 mai (20h00) : Miami @ Boston : 81 - 97
9 mai (19h00) : Miami @ Boston : 98 - 90 (a.p.)
11 mai (19h00) : Boston @ Miami : 87 - 97
- Bulls de Chicago - Hawks d'Atlanta : 4 - 2

2 mai (20h00) : Atlanta @ Chicago : 103 - 95
4 mai (20h00) : Atlanta @ Chicago : 73 - 86
6 mai (19h00) : Chicago @ Atlanta : 99 - 82
8 mai (20h00) : Chicago @ Atlanta : 88 - 100
10 mai (20h00) : Atlanta @ Chicago : 83 - 95
12 mai (20h00) : Chicago @ Atlanta : 93 - 73

#### Finale de Conférence
Bulls de Chicago – Heat de Miami : 1 – 4
| Match # | Date           | Lieu                          | Score        | Score            | Score              | Meilleurs joueurs Bulls de Chicago | Meilleurs joueurs Heat de Miami |
| Match # | Date           | Lieu                          | Quart-temps  | Bulls de Chicago | Heat de Miami      | Meilleurs joueurs Bulls de Chicago | Meilleurs joueurs Heat de Miami |
| ------- | -------------- | ----------------------------- | ------------ | ---------------- | ------------------ | --- | --- |
| 1       | 15 mai 20 h    | United Center Chicago         | 1 2 3 4 T    | 20 28 24 31 103  | 23 25 15 19 82     | Total : Luol Deng : 21 pts, 7 reb., 2 pd Points : Derrick Rose (28) Rebonds : Joakim Noah (14) Passes décisives : Derrick Rose (6)                    | Total : Chris Bosh : 30 pts, 9 reb. Points : Chris Bosh (30) Rebonds : Chris Bosh (9) Passes décisives : LeBron James (6)                             |
| 2       | 18 mai 20 h 30 | United Center Chicago         | 1 2 3 4 T    | 26 20 19 10 75   | 19 29 23 14 85     | Total : Derrick Rose : 21 pts, 6 reb., 8 pd Points : Derrick Rose (21) Rebonds : Carlos Boozer et Joakim Noah (8) Passes décisives : Derrick Rose (8) | Total : LeBron James : 29 pts, 10 reb., 5 pd Points : LeBron James (29) Rebonds : LeBron James (10) Passes décisives : LeBron James (5)               |
| 3       | 22 mai 20 h 30 | American Airlines Arena Miami | 1 2 3 4 T    | 15 25 20 85      | 18 25 28 96        | Total : Carlos Boozer : 26 pts, 17 reb., 1 pd Points : Carlos Boozer (26) Rebonds : Carlos Boozer (17) Passes décisives : Joakim Noah (6)             | Total : Chris Bosh : 34 pts, 5 reb., 2 pd Points : Chris Bosh (34) Rebonds : Dwyane Wade (9) Passes décisives : LeBron James (10)                     |
| 4       | 24 mai 20 h 30 | American Airlines Arena Miami | 1 2 3 4 OT T | 19 27 22 17 8 93 | 16 28 19 22 16 101 | Total : Luol Deng : 20 pts, 8 reb., 2 pd Points : Derrick Rose (23) Rebonds : Joakim Noah (14) Passes décisives : Derrick Rose et Joakim Noah (6)     | Total : LeBron James : 35 pts, 6 reb., 6 pd Points : LeBron James (35) Rebonds : Mike Miller et Udonis Haslem (9) Passes décisives : LeBron James (6) |
| 5       | 26 mai 20 h 30 | United Center Chicago         | 1 2 3 4 T    | 25 20 17 18 80   | 21 17 19 26 83     | Total : Derrick Rose : 25 pts, 5 reb., 8 pd Points : Derrick Rose (25) Rebonds : Joakim Noah et Kurt Thomas (8) Passes décisives : Derrick Rose (8)   | Total : LeBron James : 28 pts, 11 reb., 6 pd Points : LeBron James (28) Rebonds : LeBron James (11) Passes décisives : LeBron James (6)               |

### Conférence Ouest

#### Premier tour
- Spurs de San Antonio - Grizzlies de Memphis : 2 - 4

17 avril (13h00) : Memphis @ San Antonio : 101 - 98
20 avril (20h30) : Memphis @ San Antonio : 87 - 93
23 avril (19h30) : San Antonio @ Memphis : 88 - 91
25 avril (20h00) : San Antonio @ Memphis : 86 - 104
27 avril (20h30) : Memphis @ San Antonio : 103 - 110 (a.p.)
29 avril (21h00) : San Antonio @ Memphis : 91 - 99
- Lakers de Los Angeles - New Orleans Hornets : 4 - 2

17 avril (15h30) : New Orleans @ Los Angeles: 109 - 100
20 avril (22h30) : New Orleans @ Los Angeles : 78 - 87
22 avril (21h30) : Los Angeles @ New Orleans : 100 - 86
24 avril (21h30) : Los Angeles @ New Orleans : 88 - 93
26 avril (22h30) : New Orleans @ Los Angeles : 90 - 106
28 avril (21h30) : Los Angeles @ New Orleans : 98 - 80
- Mavericks de Dallas - Trail Blazers de Portland : 4 - 2

16 avril (21h30) : Portland @ Dallas : 81 - 89
19 avril (21h30) : Portland @ Dallas : 89 - 101
21 avril (22h30) : Dallas @ Portland : 92 - 97
23 avril (17h00) : Dallas @ Portland : 82 - 84
25 avril (20h30) : Portland @ Dallas : 82 - 93
28 avril (22h30) : Dallas @ Portland : 103 - 96
- Thunder d'Oklahoma City - Nuggets de Denver : 4 - 1

17 avril (21h30) : Denver @ Oklahoma City : 103 - 107
20 avril (20h00) : Denver @ Oklahoma City : 89 - 106
23 avril (22h00) : Oklahoma City @ Denver : 97 - 94
25 avril (22h30) : Oklahoma City @ Denver : 101 - 104
27 avril (21h30) : Denver @ Oklahoma City : 97 - 100

#### Demi-finales de Conférence
- Lakers de Los Angeles - Mavericks de Dallas : 0 - 4

2 mai (22h30) : Dallas @ Los Angeles : 96 - 94
4 mai (22h30) : Dallas @ Los Angeles : 93 - 81
6 mai (21h30) : Los Angeles @ Dallas : 92 - 98 
8 mai (15h30) : Los Angeles @ Dallas : 86 - 122
- Thunder d'Oklahoma City - Grizzlies de Memphis : 4 - 3

1er mai (13h00) : Memphis @ Oklahoma City : 114 - 101
3 mai (21h30) : Memphis @ Oklahoma City : 102 - 111
7 mai (17h00) : Oklahoma City @ Memphis : 93 - 101 (a.p.)
9 mai (21h30) : Oklahoma City @ Memphis : 133 - 123 (a.3p.)
11 mai (21h30) : Memphis @ Oklahoma City : 72 - 99
13 mai (21h00) : Oklahoma City @ Memphis : 83 - 95
15 mai (15h30) : Memphis @ Oklahoma City : 90 - 105

#### Finale de Conférence
Mavericks de Dallas – Thunder d'Oklahoma City : 4 – 1
| Match # | Date        | Lieu                              | Score        | Score               | Score                   | Meilleurs joueurs Mavericks de Dallas | Meilleurs joueurs Thunder d'Oklahoma City |
| Match # | Date        | Lieu                              | Quart-temps  | Mavericks de Dallas | Thunder d'Oklahoma City | Meilleurs joueurs Mavericks de Dallas | Meilleurs joueurs Thunder d'Oklahoma City |
| ------- | ----------- | --------------------------------- | ------------ | ------------------- | ----------------------- | --- | --- |
| 1       | 17 mai 21 h | American Airlines Center Dallas   | 1 2 3 4 T    | 20 35 31 121        | 27 21 31 33 112         | Total : Dirk Nowitzki : 48 pts, 6 reb., 4 pd Points : Dirk Nowitzki (48 avec 12/15 aux tirs, 24/24 aux lancers francs) Rebonds : Shawn Marion (7) Passes décisives : Jason Kidd (11) | Total : Kevin Durant : 40 pts, 8 reb., 5 pd Points : Kevin Durant (40) Rebonds : Kevin Durant (8) Passes décisives : Kevin Durant (5)             |
| 2       | 19 mai 21 h | American Airlines Center Dallas   | 1 2 3 4 T    | 31 26 19 24 100     | 26 33 18 29 106         | Total : Dirk Nowitzki : 29 pts, 5 reb., 5 pd Points : Dirk Nowitzki (29) Rebonds : Tyson Chandler (13) Passes décisives : Jason Kidd (7)                                             | Total : James Harden : 23 pts, 7 reb., 4 pd Points : Kevin Durant (24) Rebonds : James Harden (7) Passes décisives : James Harden (4)             |
| 3       | 21 mai 21 h | Oklahoma City Arena Oklahoma City | 1 2 3 4 T    | 27 25 18 23 93      | 12 24 20 31 87          | Total : Shawn Marion : 18 pts, 4 reb., 1 pd Points : Shawn Marion et Dirk Nowitzki (18) Rebonds : Tyson Chandler (15) Passes décisives : Jason Kidd (8)                              | Total : Kevin Durant : 24 pts, 12 reb., 5 pd Points : Russell Westbrook (30) Rebonds : Kevin Durant (12) Passes décisives : Kevin Durant (5)      |
| 4       | 23 mai 21 h | Oklahoma City Arena Oklahoma City | 1 2 3 4 OT T | 22 32 23 24 11 112  | 31 28 22 20 4 105       | Total : Dirk Nowitzki : 40 pts, 5 reb., 3 pd Points : Dirk Nowitzki (40) Rebonds : Tyson Chandler (8) Passes décisives : Jason Kidd (7)                                              | Total : Kevin Durant : 29 pts, 15 reb., 4 pd Points : Kevin Durant (29) Rebonds : Kevin Durant (15) Passes décisives : Russell Westbrook (8)      |
| 5       | 25 mai 21 h | American Airlines Center Dallas   | 1 2 3 4 T    | 26 20 28 100        | 27 28 21 20 96          | Total : Shawn Marion : 26 pts, 8 reb., 3 pd Points : Shawn Marion et Dirk Nowitzki (26) Rebonds : Dirk Nowitzki et Tyson Chandler (9) Passes décisives : Jason Kidd (10)             | Total : Russell Westbrook : 31 pts, 8 reb., 5 pd Points : Russell Westbrook (31) Rebonds : Nick Collison (12) Passes décisives : James Harden (6) |

## Finales NBA
Heat de Miami  – Mavericks de Dallas :  2 – 4
| Match # | Date         | Lieu                            | Score       | Score           | Score               | Meilleurs joueurs Heat de Miami | Meilleurs joueurs Mavericks de Dallas |
| Match # | Date         | Lieu                            | Quart-temps | Heat de Miami   | Mavericks de Dallas | Meilleurs joueurs Heat de Miami | Meilleurs joueurs Mavericks de Dallas |
| ------- | ------------ | ------------------------------- | ----------- | --------------- | ------------------- | --- | --- |
| 1       | 31 mai 21 h  | American Airlines Arena Miami   | 1 2 3 4 T   | 16 27 22 27 92  | 17 27 17 23 84      | Total : LeBron James (24 pts, 9 reb., 5 pd) Points : LeBron James (24) Rebonds : Dwyane Wade (10) Passes décisives : Dwyane Wade (6)                | Total : Dirk Nowitzki (27 pts, 8 reb., 2 pd) Points : Dirk Nowitzki (27) Rebonds : Shawn Marion (10) Passes décisives : Jason Kidd (6)                      |
| 2       | 2 juin 21 h  | American Airlines Arena Miami   | 1 2 3 4 T   | 28 23 24 18 93  | 28 23 20 24 95      | Total : Dwyane Wade (36 pts, 5 reb., 6 pd) Points : Dwyane Wade (36) Rebonds : LeBron James et Chris Bosh (8) Passes décisives : Dwyane Wade (6)    | Total : Dirk Nowitzki (24 pts, 11 reb., 4 pd) Points : Dirk Nowitzki (24) Rebonds : Dirk Nowitzki (11) Passes décisives : Jason Kidd (5)                    |
| 3       | 5 juin 20 h  | American Airlines Center Dallas | 1 2 3 4 T   | 29 18 20 21 88  | 22 20 22 86         | Total : Dwyane Wade (29 pts, 11 reb., 3 pd) Points : Dwyane Wade (29) Rebonds : Dwyane Wade (11) Passes décisives : LeBron James (9)                | Total : Dirk Nowitzki (34 pts, 11 reb., 1 pd) Points : Dirk Nowitzki (34) Rebonds : Dirk Nowitzki et Tyson Chandler (11) Passes décisives : Jason Kidd (10) |
| 4       | 7 juin 21 h  | American Airlines Center Dallas | 1 2 3 4 T   | 21 26 22 14 83  | 21 24 20 21 86      | Total : Dwyane Wade (32 pts, 6 reb., 2 pd) Points : Dwyane Wade (32) Rebonds : LeBron James (9) Passes décisives : LeBron James (7)                 | Total : Tyson Chandler (13 pts, 16 reb., 1 pd) Points : Dirk Nowitzki (21) Rebonds : Tyson Chandler (16) Passes décisives : José Juan Barea (4)             |
| 5       | 9 juin 21 h  | American Airlines Center Dallas | 1 2 3 4 T   | 31 26 22 24 103 | 30 24 28 112        | Total : Dwyane Wade (23 pts, 2 reb., 8 pd) Points : Dwyane Wade (23) Rebonds : LeBron James et Chris Bosh (10) Passes décisives : LeBron James (10) | Total : Dirk Nowitzki (29 pts, 6 reb., 3 pd) Points : Dirk Nowitzki (29) Rebonds : Tyson Chandler (7) Passes décisives : Jason Kidd et Jason Terry (6)      |
| 6       | 12 juin 20 h | American Airlines Arena Miami   | 1 2 3 4 T   | 27 24 21 23 95  | 32 21 28 24 105     | Total : LeBron James (21 pts, 6 reb., 1 pd) Points : LeBron James (21) Rebonds : Udonis Haslem (9) Passes décisives : Mario Chalmers (7)            | Total : Jason Terry (27 pts, 2 reb., 2 pd) Points : Jason Terry (27) Rebonds : Dirk Nowitzki (11) Passes décisives : Jason Kidd (8)                         |

## Faits marquants des playoffs
- Le 16 avril, lors du premier match opposant le Magic d'Orlando aux Hawks d'Atlanta, Dwight Howard marque 46 points et égale le record de points en match de playoffs de la franchise établi par Tracy McGrady lors du deuxième match de playoffs du Magic en 2003[69].
- Le 17 avril, les Grizzlies de Memphis remportent pour la première fois un match de playoffs, en battant les Spurs de San Antonio (101-98).
- Le 23 avril, les Trail Blazers de Portland remportent le 4e match contre les Mavericks de Dallas après avoir eu 23 points de retard lors du 3e quart-temps.
- Le 24 avril, les Celtics de Boston sont les premiers qualifiés pour les demi-finales de conférence après avoir battu les Knicks de New York par 4 à 0. Lors de la même soirée, Chris Paul a réussi un triple-double avec 27 points, 15 passes décisives et 13 rebonds, c'est le principal artisan de la victoire des New Orleans Hornets contre les Lakers de Los Angeles qui met les deux équipes à égalité 2-2.
- Le 27 avril, alors qu'il ne reste que 1,7 seconde à jouer dans le temps réglementaire, Gary Neal marque un panier à trois points qui permet aux Spurs de San Antonio d'égaliser lors du 5e match contre les Grizzlies de Memphis. Les Spurs remportent finalement le match par 110 à 103 à l'issue de la prolongation et évitent ainsi d'être éliminés en cinq matches lors du premier tour des playoffs.
- Le 27 avril, Thunder d'Oklahoma City se qualifie en battant les Nuggets de Denver en cinq matches, grâce notamment à Kevin Durant qui a marqué 41 points lors du premier et du cinquième match. Le Thunder est la seule franchise de la conférence Ouest qui se qualifie en cinq rencontres. La situation est inverse dans la conférence Est où trois franchises (Celtics de Boston, Bulls de Chicago et Heat de Miami) se sont qualifiées en 4 ou 5 matches.
- Le 28 avril, les Hawks d'Atlanta éliminent le Magic d'Orlando en 6 matches ; ils affronteront les Bulls de Chicago en demi-finale de conférence Est.
- Le 28 avril, les Lakers se qualifient pour les demi-finales de la conférence Ouest en éliminant les Hornets de La Nouvelle Orléans en six matches. Ils affronteront les Mavericks de Dallas qui ont éliminé les Trail Blazers de Portland en six matches.
- Le 29 avril, les Grizzlies de Memphis éliminent les Spurs de San Antonio en six matches lors du premier tour de playoffs. C'est la deuxième fois dans l'histoire des playoffs, depuis que le premier tour se joue au meilleur des 7 matches, qu'une équipe classée huitième élimine une équipe classée première à l'issue de la saison régulière.
- Les 1er et 2 mai, les premiers matches des quatre demi-finales de conférence sont marqués par les défaites à domicile des Bulls de Chicago, du Thunder d'Oklahoma City et des Lakers de Los Angeles ; seul le Heat de Miami remporte le premier match sur son parquet.
- Le 4 mai, les Mavericks de Dallas s'imposent une deuxième fois au Staples Center de Los Angeles et mènent ainsi 2-0 contre les Lakers.
- Le 6 mai, les Mavericks de Dallas battent une troisième fois les Lakers de Los Angeles pour mener 3 victoires à 0. À ce jour, aucune franchise n'a pu remporter une série en playoffs NBA après avoir été menée par 3 à 0.
- Le 7 mai, les Grizzlies de Memphis compensent un déficit de 16 points pendant le troisième quart-temps pour égaliser à 86 partout à la fin du temps réglementaire. À noter que le Thunder d'Oklahoma City ne marque que dix points pendant le quatrième quart-temps. Les Grizzlies dominent ensuite nettement la prolongation et remportent le troisième match de la série par 101 à 93.
- Le 8 mai, les Mavericks de Dallas remportent le quatrième match contre les Lakers de Los Angeles par 122 à 86 et se qualifient pour la finale de conférence Ouest. Les Lakers, tenants du titre, sont éliminés. Pourtant absent du cinq majeur de Dallas, Jason Terry termine meilleur marqueur du match avec 32 points, dont 9 tirs à trois points sur 10 tentés ; les Mavericks réussissent un cumul de 20 tirs à trois points réussis sur 32 tentés.
- Le 9 mai, Thunder d'Oklahoma City remporte le quatrième match contre les Grizzlies de Memphis à l'issue d'une troisième prolongation (133-123). Grâce à cette victoire à Memphis, le Thunder regagne l'avantage du terrain.
- Le 11 mai, grâce à sa victoire lors de la cinquième rencontre contre les Celtics de Boston, le Heat de Miami est qualifié pour disputer la finale de conférence Est. Dwyane Wade et LeBron James marquent respectivement 34 et 33 points.
- Le 12 mai, les Bulls de Chicago s'imposent à Atlanta lors du sixième match et se qualifient pour la finale de conférence Est où ils rencontrent le Heat de Miami.
- Le 15 mai, en éliminant les Grizzlies de Memphis en 7 manches, le Thunder d'Oklahoma City accède pour la première fois de son histoire aux finales de conférence Ouest, où il affronte les Mavericks de Dallas.
- Le 17 mai, Dirk Nowitzki inscrit 48 points dans la victoire des Mavericks de Dallas sur le Thunder d'Oklahoma City. Il inscrit 24 lancers francs sur 24 tentés, ce qui constitue le record en playoffs de lancers francs inscrits sans aucun échec.
- Le 23 mai, le Thunder d'Oklahoma City mène pendant 43 minutes et compte 15 points d'avance à 5 minutes de la fin du temps réglementaire (99-84). Le Thunder est cependant rejoint au score à la fin de match (101-101) et est battu par 105 à 112 à l'issue de la prolongation qui est dominée par les Mavericks de Dallas. Les Mavericks s'imposent lors du quatrième match de la finale de conférence Ouest et mènent la série par 3-1.
- Le 24 mai, après avoir été mené pendant les trois premiers quart-temps, le Heat de Miami revient dans le quatrième et le temps réglementaire se termine par une égalité 85-85. le Heat domine la prolongation et remporte le quatrième match de la série (3-1).
- Le 25 mai, les Mavericks de Dallas remportent le cinquième match contre le Thunder d'Oklahoma City par 100 à 96 et se qualifient pour les finales NBA.
- Le 26 mai, les Bulls de Chicago mènent pendant la majeure partie du cinquième match mais s'écroulent en fin de match, encaissant un 3 à 18, et s'inclinent contre le Heat de Miami qui est ainsi qualifié pour les finales NBA contre les Mavericks de Dallas.
- Le 31 mai, le Heat de Miami remporte le match 1 des finales NBA grâce à ses deux meilleurs joueurs, LeBron James et Dwyane Wade, qui cumulent 46 points, 19 rebonds et 11 passes décisives. Les Mavericks de Dallas ont mené au score pendant 35 minutes environ, le Heat a pris l'avantage en fin de troisième quart-temps et s'est détaché à la marque en fin de match.
- Le 2 juin, le Heat de Miami prend un net avantage lors du quatrième quart-temps sous l'impulsion de Dwyane Wade (88-73 à 7 minutes de la fin du match), mais se fait remonter à la marque et perd finalement de deux points contre les Mavericks de Dallas. Dirk Nowitzki a marqué les 9 derniers points des Mavericks.
- Le 5 juin, lors du troisième match des finales le Heat de Miami a un avantage maximal de 14 points lors du deuxième quart-temps (45-31), mais les Mavericks reviennent au score en fin de première mi-temps (47-42 pour le Heat). L'écart au score est faible en seconde mi-temps, le Heat s'impose par deux points d'écart (88-86) et reprend l'avantage du terrain pour la suite des finales (en cas de défaite du Heat lors d'un ou des deux matches restant à disputer à Dallas, les matches décisifs seraient disputés à Miami).
- Le 7 juin, avec un Dirk Nowitzki fiévreux, les Mavericks sont menés jusqu'au milieu du quatrième quart-temps mais réussissent à dépasser le Heat au score grâce à une meilleure fin de match. Les Mavericks remportent le quatrième match des finales et égalisent 2-2.
- Le 9 juin, les Mavericks de Dallas remportent le cinquième match des finales NBA, avec notamment un taux de réussite élevé aux tirs à trois points (13 sur 19, soit 68 % de réussite). Les deux équipes sont à égalité 100-100 à trois minutes de la fin du match, les Mavericks terminent par un 12-3 pour remporter le match par 112 à 103. Dallas mène la série par 3 à 2.
- Le 12 juin, Les Mavericks de Dallas remportent le match 6 des finales NBA à Miami et remportent le titre de champion NBA. Ils prennent leur revanche contre le Heat de Miami qui les avait battus lors de la finale de 2006.

## Leaders statistiques des playoffs
Source : ESPN
| Catégorie               | Joueur        | Équipe                  | Statistique |
| ----------------------- | ------------- | ----------------------- | ----------- |
| Points par match        | Kevin Durant  | Thunder d'Oklahoma City | 28,6        |
| Rebonds par match       | Dwight Howard | Magic d'Orlando         | 15,5        |
| Passes par match        | Chris Paul    | New Orleans Hornets     | 11,5        |
| Interceptions par match | Manu Ginobili | Spurs de San Antonio    | 2,60        |
| Contres par match       | Serge Ibaka   | Thunder d'Oklahoma City | 3,06        |
| Pourcentage de réussite | Dwight Howard | Magic d'Orlando         | 63 %        |